# −1
−1（マイナスいち）は、最大の負の整数であり、整数を小さい順に並べたとき、−2 の次で 0 の前である（0 からマイナス無限大へ数えれば、最初の負の数で、0 の次で −2 の前である）。

## −1に関すること
- −1 は最大の負の整数であり、絶対値が最小の負の整数である。
- −1 をかけると反数になる。つまり、a × (−1) = −a となる。このような場合 a × −1 とは書かないのが一般的である（−1 × a という形はよい）。
- −1 を2乗すると 1になる。よって −1 は 1 の平方根のうちのひとつである。一般に −1 を偶数乗すると 1 になる: (−1)2n = 1. よって −1 は全ての n > 0 に対し 1 の 2n 乗根（のひとつ）である。
- 一般の環において −1 を2乗すると 1 になることは、以下のように示される。0 = −1 ⋅ 0 = −1 ⋅ (−1 + 1) であり、これを分配法則にしたがって展開すると

{\displaystyle 0=((-1)\cdot (-1))+((-1)\cdot 1)=((-1)\cdot (-1))-1}
となる。よって ((−1) ⋅ (−1)) = 1 である。
- −1 の平方根のうち一つを虚数単位と呼び i = √−1 と書く。−1 の平方根は i と −i の二つである。i2 = (−i )2 = −1.
- {\displaystyle -1=\cos 180^{\circ }+{\mathit {i}}\sin 180^{\circ }=\cos \pi +{\mathit {i}}\sin \pi } と複素数平面内の単位円周上で θ = π rad の点として表すこともできる。
- 自然数の −1 乗の総和は収束せず、正の無限大に発散する（→調和級数）。
- 1/(−1) = −1. 負の整数の逆数が整数になるのは 1/(−1) のときのみである。逆数が自分自身である整数（または実数）は −1 と 1 のみである。
- (−1)−1 = −1. x が負の数のとき xx が整数になるのは x = −1 のときのみ。
- x の逆数を x−1 で表す。例えば 3 の逆数は 1/3 = 3−1 となる。一般に x ⋅ x−1 = x−1 ⋅ x = 1 であり、(x−1)−1 = x である。
- 関数 f の逆関数を f−1 で表す。一般に f(f−1(x)) = f−1(f(x)) = x であり、((f −1)−1(x)) = f(x) である。
- 関数 f: A → B による C ⊂ B の逆像を f−1(C) で表す。
- 行列 A の逆行列を A−1 で表す。一般に A ⋅ A−1 = A−1 ⋅ A = I（単位行列）であり、(A −1)−1 = A である。
- 座標平面上で直交する2本の直線の傾きを掛け合わせると −1 になる。
- kn − 1 = (k − 1)(kn−1 + kn−2 + ⋯ + k2 + k + 1) と因数分解できる（k, n は整数で k, n ≥ 2）。k ≥ 3 のとき kn − 1 は k − 1 を約数にもつ合成数である。したがって k = 2 のときのみ kn − 1 は素数になる可能性がある（→メルセンヌ素数）。
- 異なる n 個のものを円形に配置する並べ方は (n − 1)! 通りである（円順列）。
- (−1)!! = 1: −1 の二重階乗は 1 である。
- 三角関数において、0 ≤ x < 2π のとき、sin x は x = 3π/2 のとき最小値 −1 をとり、cos x は x = π のとき最小値 −1 をとる。
- log x の微分は x−1 である。
- eiπ = −1. オイラーの公式と呼ばれるもので eiπ + 1 = 0 とも書かれる。数学で最も基本的な定数である、ネイピア数 e, 虚数単位 i, 円周率 π, 1, 0 がこのような単純な関係式で表現できるのは非常に興味深く、この式に美しさを感じるという数学者も少なくない。
  - (−1)i = 1/eπ = 0.04321391… (オンライン整数列大辞典の数列 A093580)
- 空集合の帰納次元 は −1 である。

## その他 −1 に関すること
- 10−1 を表すSI接頭語は d（デシ）である。例: 1 dl = 10−1 l.
- 10−1 を表す日本の単位は割もしくは分である。
- 統計学では、相関係数を −1 から 1 の間の値で表し、−1 に近い相関係数ほど負の相関が強いと表現する。
- ファミコンゲーム『スーパーマリオブラザーズ』には、「−1ワールド」なる裏面が存在する。詳細はスーパーマリオブラザーズ#アンダーカバーにまつわる経緯を参照。
- 『ゴジラ-1.0』はゴジラシリーズの実写映画30作目。
- フリーセルには −1 ステージが存在する（最初からすべてのAが一番後ろにあるので、絶対クリアできない）。
- C言語などのコンピュータ言語において -1 は多くの関数で実行の失敗を意味する返り値である。
- Visual Basicなどのコンピュータ言語のBoolean型のTrue (真)である。
- 西暦マイナス1年は紀元前2年、マイナス1世紀は紀元前2世紀にあたる。